# Roter Nil
Der Rote Nil ist ein rechter Seitenarm der Spree in Lübben im Spreewald in Brandenburg.

## Name
Der Name Roter Nil war in den 1990er Jahren, als die Gewässernamensschilder an Brücken in Lübben montiert wurden, nur im Volksmund geläufig. Inzwischen ist er ins amtliche Gewässerkataster aufgenommen worden. Die rötliche Farbe hat er durch Eisenablagerungen am Grund. Der Name ist der Fantasie der Menschen im 19. Jahrhundert entsprungen.

## Verlauf
Der Rote Nil beginnt am Übergang aus dem A-Graben Nord, verläuft dann in nordwestliche Richtung und unterquert die Bundesstraße 87 (Frankfurter Straße). Dort mündet er in den Umflutkanal, ein Seitenarm der Spree.